# Hasse Fröberg & Musical Companion
Hasse Fröberg & Musical Companion (frequentemente abreviado como HFMC) é uma banda sueca de rock progressivo formada em 2008 por Hasse Fröberg, guitarrista e vocalista do The Flower Kings. O grupo traz, além do próprio Hasse nos vocais e guitarra base, Kjell Haraldsson nos teclados, Ola Strandberg na bateria, Anton Lindsjö na guitarra solo e Thomsson no baixo.
O segundo álbum deles, Powerplay, foi lançado em 2012. O terceiro, HFMC, veio em 2015.

## Integrantes
- Hasse Fröberg – vocais, guitarra rítmica
- Anton Lindsjö – guitarra solo
- Thomsson – baixo
- Kjell Haraldsson – teclados
- Ola Strandberg – bateria

## Discografia

### Álbuns de estúdio
- FuturePast (2010)
- PowerPlay (2012)
- HFMC (2015)
- Parallel Life (2019)

### Álbuns ao vivo
- No Place Like Home - The Concert (2017)